# Aubeterre-sur-Dronne
Aubeterre-sur-Dronne is een gemeente in het Franse departement Charente (regio Nouvelle-Aquitaine). De gemeente telde op 1 januari 2022 318 inwoners, die Aubeterriens worden genoemd. De plaats maakt deel uit van het arrondissement Angoulême. Aubeterre-sur-Dronne is lid van Les Plus Beaux Villages de France.

## Geografie
De oppervlakte van Aubeterre-sur-Dronne bedroeg op 1 januari 2022 2,39 vierkante kilometer; de bevolkingsdichtheid was toen 133,1 inwoners per km².
De onderstaande kaart toont de ligging van Aubeterre-sur-Dronne met de belangrijkste infrastructuur en aangrenzende gemeenten.

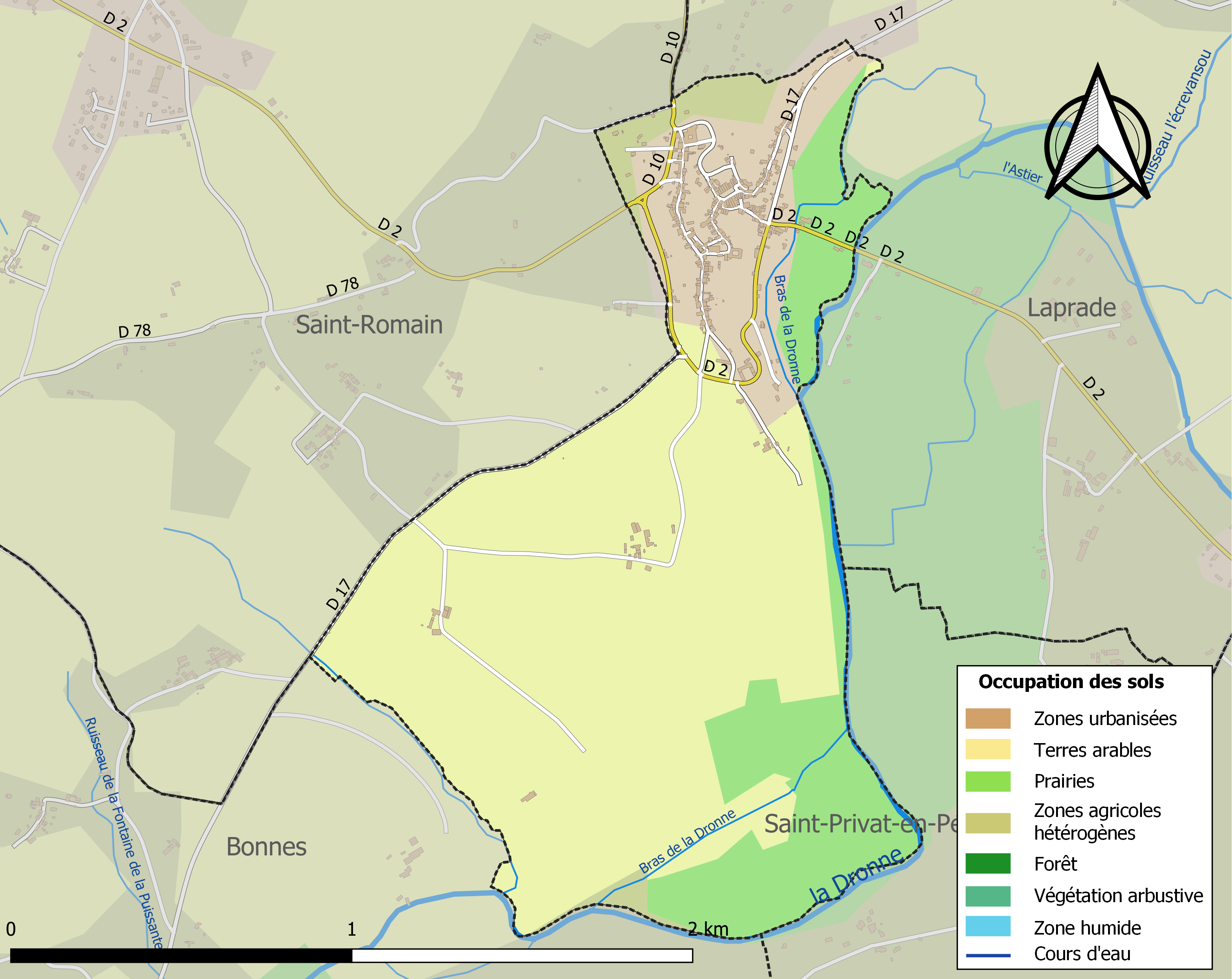

## Demografie
Onderstaande figuur toont het verloop van het inwonertal (bron: INSEE-tellingen).

Vanwege een beveiligingsprobleem met de MediaWiki Graph-software is het momenteel niet mogelijk deze grafiek weer te geven. Zodra de software is bijgewerkt zal de grafiek vanzelf weer zichtbaar worden.